# Constantin al III-lea (împărat al Imperiului Roman de Apus)
a nu se confunda cu Constantius al III-lea

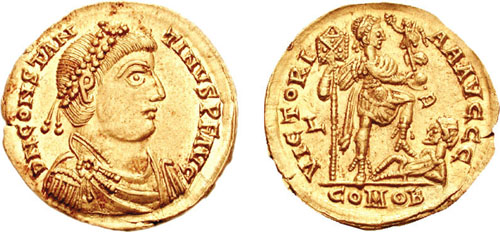
Monedă de aur înfățișându-l pe Constantin al III-lea, împărat roman de Apus

Flavius Claudius Constantinus (n. ? - d. 18 septembrie 411), cunoscut și sub denumirea de Constantin al III-lea, a fost un general roman care s-a autodeclarat împărat al Imperiului Roman de Apus în Britania și Galia în anul 407, și a fost co-împărat alături de Constans al II-lea (fiul lui) și Honoriu. 
A fost ucis de alt general roman, viitorul împărat Constanțiu al III-lea, la asediul de la Arles.  
Constantin al III-lea a fost acela care, la puțin timp după proclamarea lui ca împărat, și-a luat ultimele trupe mobile staționate în Anglia romană și a plecat în Galia, pentru a se bate cu mai mulți invadatori germanici care au traversat Rinul iarna precedentă. După moartea lui Constantin al III-lea, stăpânirea romană n-a mai fost instaurată la loc în Marea Britanie; istoricul Procopie din Cezareea ne explică că "de la acel moment încolo, ea a rămas sub stăpânirea tiranilor." 